# Apatania hamardabanica
Apatania hamardabanica är en nattsländeart som beskrevs av Wolfram Mey 1994. Apatania hamardabanica ingår i släktet Apatania och familjen Apataniidae. Inga underarter finns listade i Catalogue of Life.